# Lucas Demare
Lucas Demare (n. 14 iulie 1910, Buenos Aires, Argentina – d. 6 septembrie 1981, Buenos Aires, Argentina) a fost un regizor de film, scenarist și producător argentinian renumit în cinematografia argentiniană și internațională  în anii 1940, 1950 și 1960.

## Filmografie selectivă

### Regizor
- 1975 Solamente ella
- 1974 La Madre María
- 1971 Pájaro loc
- 1968 Humo de marihuana
- 1968 Rutas para la Mesopotamia
- 1967 La cigarra está que arde
- 1967 Sentencia para un traidor
- 1965 Los guerrilleros
- 1964 La boda
- 1964 Italia di notte n. 1
- 1961 Hijo de hombre
- 1960 În pustiul Patagoniei - Plaza Huincul (Pozo Uno)
- 1959 Mi esqueleto
- 1958 Rosita - Detrás de un largo muro
- 1958 Zafra
- 1956 El último perro
- 1956 Sangre y acero
- 1956 Después del silencio
- 1955 Mercado de Abasto
- 1954 Guacho
- 1953 El seductor de Granada
- 1952 Un guapo del 900
- 1952 Payaso
- 1952 Mi noche triste
- 1951 Los isleros
- 1950 La culpa la tuvo el otro
- 1948 La calle grita
- 1947 Como tú lo soñaste
- 1947 Nunca te diré adiós
- 1945 Pampa bárbara
- 1944 Su mejor alumno
- 1942 La Guerra Gaucha
- 1942 El viejo Hucha
- 1941 El cura gaucho
- 1940 Chingolo
- 1940 El hijo del barrio
- 1940 Corazón de turco
- 1939 24 horas en libertad
- 1938 Dos amigos y un amor

### Actor
- 1980 El tango en el cine (el însuși)
- 1968 Humo de marihuana (apariție cameo)
- 1961 Hijo de hombre
- 1951 Los isleros
- 1942 La Guerra Gaucha

### Scenarist
- 1977 Hombres de mar
- 1975 Solamente ella
- 1974 La Madre María
- 1971 Pájaro loco
- 1967 La cigarra está que arde
- 1965 Los guerrilleros
- 1964 La boda
- 1961 La sed
- 1956 El último perro
- 1954 Guacho
- 1953 El seductor de Granada
- 1952 Payaso
- 1951 Los isleros
- 1952 Mi noche triste
- 1950 La culpa la tuvo el otro

### Producător
- 1968 Humo de marihuana
- 1967 La cigarra está que arde
- 1960 În pustiul Patagoniei - Plaza Huincul (Pozo Uno)
- 1958 Zafra
- 1954 Guacho
- 1951 La pícara cenicienta
- 1949 La cuna vacía